# Lissomyema mellita
Lissomyema mellita är en djurart som tillhör fylumet skedmaskar, och som först beskrevs av Conn 1886.  Lissomyema mellita ingår i släktet Lissomyema och familjen Echiuridae. Inga underarter finns listade i Catalogue of Life.